# Pseudodisterna bivittata
Pseudodisterna bivittata là một loài bọ cánh cứng trong họ Cerambycidae.